# Ophelimus ursidius
Ophelimus ursidius är en stekelart som först beskrevs av Walker 1839.  Ophelimus ursidius ingår i släktet Ophelimus och familjen finglanssteklar. Inga underarter finns listade i Catalogue of Life.